# Josef Karel z Auerspergu
Josef Karel z Auerspergu, též Josef Kajetán z Auerspergu (německy Joseph Karl Graf von Auersperg; 26. února 1767 Praha – 29. května 1829 Brno) byl český šlechtic z hraběcího rodu Auerspergů a právník, zemský rada, apelační rada, dvorní rada, prezident zemského soudu. Josef Kajetán byl velkorysý mecenáš, osvícenec, stoupenec věd a svobodný zednář. Přeložil část díla Bohuslava Balbína z češtiny do němčiny.

## Život
Pocházel ze starší hraběcí linie šlechtického rodu Auerspergů původem z Kraňska, která se v 15. století rozdělila na dvě větve.
Po studiích práv na pražské univerzitě se v roce 1790 věnoval studiu českého zemského práva a vstoupil do státních služeb. Roku 1792 se stal mimořádným zemským radou v Čechách a poté odešel v roce 1796 jako zemský rada do Krakova. V letech 1798–1800 byl ustanoven apelačním radou západní Haliče a roku 1800 byl přeložen zpět do Prahy.
Dne 7. dubna 1804 byl jmenován dvorním radou Nejvyššího zemského soudu v Praze a v roce 1805 se stal nejvyšším zemským sudím a zemským soudním prezidentem Českého království.
V roce 1813 byl přeložen z Prahy do Brna za pokus o obnovu činnosti lóže svobodných zednářů. V Brně byl prezidentem moravskoslezského apelačního soudu v Brně, od roku 1814 jako nejvyšší zemský komoří markrabství Moravského. 7. března 1816 jako kancléř Moravské hospodářské společnosti spolu s jejím ředitelem hrabětem Hugem Františkem ze Salmu a Josefem Hormayerem předal zemskému gubernátorovi hraběti Antonínu Bedřichovi Mitrovskému prosazoval založení Františkova, dnešního Moravského zemského muzea.
Za svého života se stal členem mnoha vědeckých spolků v Českém království, Rakousku i v zahraničí a autorem několika důležitých právních a právněhistorických spisů.

## Závěr života
V roce 1815 nebo 1816 se vzdal všech veřejných úřadů a odstěhoval se na panství svého syna Jáchyma do Hartenberku (dnes Hřebeny u Sokolova) na Chebsku, kde se věnoval soukromému studiu. Zde mj. navázal přátelství s básníkem Johannem Wolfgangem von Goethe, který jej tam často navštěvovala v roce 1819 u Auerspergů na Hartenberku oslavil své 70. narozeniny.
V roce 1828 se Josef Karel sice ještě na krátkou dobu vrátil do úřadu moravského nejvyššího zemského komořího v Brně, avšak nedlouho nato zde zemřel. Byl pochován na starém brněnském městském hřbitově.

## Rodina
V roce 1794 se oženil s Walburgou hraběnkou z Bredy (1765–1836). Narodily se jim následující děti:
- 1. Jáchym Josef (15. 4. 1795 – 28. 10. 1857), hrabě z Auerspergu, svobodný pán na Schönbergu a Seifenbergu
  - ⚭ (24. 1. 1836) Františka z Henneberg-Spiegelu (21. 6. 1814 – 16. 6. 1901)
- 2. Ludvík Stanislav (1797–1863?)
- 3. Albrecht (* 1799, zemřel mlád)

Jeho synem Jáchymem Josefem vymřela v roce 1857 česká odnož auersperské podlinie Neuschloß Purgstall, která v první polovině 19. století v západních Čechách vlastnila statky Valdov (Wallhof) a Hřebeny (Hartenberg).

## Spisy
Josef Kajetán z Auerspergu byl autorem řady spisů, např.:
- Anleitung zur gerichtlichen und ausseregerichtlichen Behandlung der Fideicommisse in den k.k. Staaten (Úvod k soudnímu a mimosoudnímu projednávání fideikomisí v c.k. státech). Praha 1794
- Geschichte des königlichen böhmischen Appelationsgerichtes (Dějiny královského českého apelačního soudu). Praha 1805
- překlad Balbínova spisu Liber curialis o soudních dvorech v Českém království (3 svazky, Praha a Brno 1810–1815) [5]